# Guattari
Guattari (Grotta Guattari) – jaskinia nadmorska położona we Włoszech, na wybrzeżu Morza Tyrreńskiego, na południowy zachód od miasta Terracina. Utworzona jest w wapieniach jurajskich. Cechuje ją bogata szata naciekowa. Została odkryta w 1939 roku.